# Кашина Кастања (Милано)
Кашина Кастања је насеље у Италији у округу Милано, региону Ломбардија.
Према процени из 2011. у насељу је живело 14 становника. Насеље се налази на надморској висини од 114 м.